# Wiktor Pleśnierowicz
Wiktor Pleśnierowicz (Kalisz, 29 marzo 2001) è un calciatore polacco, difensore del Warta Poznań.

## Caratteristiche tecniche
È un difensore centrale, capace di giocare con entrambi i piedi. È dotato di una buona visione di gioco.  

## Carriera
Nato a Kalisz, cresce calcisticamente nel Lech Poznań, la massima squadra del proprio voivodato. Con i kolejorz vince nel 2018 il campionato U19, segnando addirittura una rete nella finale di ritorno vinta 2-0 contro il Cracovia.
Viene schierato puntualmente anche nella squadra riserve, di cui diventa ben presto un elemento importante al centro della difesa. L'8 giugno 2019 disputa da titolare l'incontro vinto 3-1 contro il Radunia, centrando la prima storica promozione in II liga di una squadra B in Polonia. In occasione di questa stagione, viene spesso aggregato alla prima squadra, senza tuttavia mai debuttare. 
Il 2 settembre successivo viene acquistato dalla Roma, che lo aggrega alla formazione Primavera. Durante la stagione collezione appena 8 presenze, e a fine anno fa ritorno al Lech. Nonostante la buona prospettiva che aveva dimostrato, neanche i kolejorz decidono di scommettere su di lui e lo svincolano, permettendogli di accasarsi al Miedz Legnica, club di seconda divisione polacca. 
Qua, dopo un inizio difficile in cui viene spesso relegato alla formazione "B", trova continuità, venendo schierato al centro della difesa in ben quattordici occasioni. A fine anno viene acquistato dal Warta Poznań, con cui firma un contratto fino al 2024. 

## Statistiche

### Presenze e reti nei club
Statistiche aggiornate al 7 gennaio 2024.
| Stagione        | Squadra         | Campionato      | Campionato | Campionato | Coppe nazionali | Coppe nazionali | Coppe nazionali | Coppe continentali | Coppe continentali | Coppe continentali | Altre coppe | Altre coppe | Altre coppe | Totale | Totale |
| Stagione        | Squadra         | Comp            | Pres       | Reti       | Comp            | Pres            | Reti            | Comp               | Pres               | Reti               | Comp        | Pres        | Reti        | Pres   | Reti   |
| --------------- | --------------- | --------------- | ---------- | ---------- | --------------- | --------------- | --------------- | ------------------ | ------------------ | ------------------ | ----------- | ----------- | ----------- | ------ | ------ |
| 2020-2021       | Miedź Legnica   | 1L              | 14         | 0          | PP              | 0               | 0               | -                  | -                  | -                  | -           | -           | -           | 14     | 0      |
| 2021-2022       | Warta Poznań    | EK              | 0          | 0          | PP              | 0               | 0               | -                  | -                  | -                  | -           | -           | -           | 0      | 0      |
| 2022-2023       | Warta Poznań    | EK              | 15         | 0          | PP              | 1               | 0               | -                  | 0                  | 0                  | -           | -           | -           | 16     | 0      |
| 2023-2024       | Warta Poznań    | EK              | 16         | 0          | PP              | 3               | 0               | -                  | 0                  | 0                  | -           | -           | -           | 19     | 0      |
| Totale carriera | Totale carriera | Totale carriera | 31         | 0          |                 | 4               | 0               |                    | 0                  | 0                  |             | -           | -           | 35     | 0      |

## Palmarès

### Club

#### Competizioni giovanili
- Centralna Liga Juniorów: 1

Lech Poznań: 2017-2018

#### Competizioni nazionali
- III Liga: 1

Lech Poznań II: 2018-2019